# 3. ročník udílení Nickelodeon Kids' Choice Awards
3. ročník Nickelodeon Kids' Choice Awards se konal 23. dubna 1990 v Candlestick Park, San Francisco v Kalifornie. Moderátoři večera byli Dave Coulier, Candace Cameron a David Faustino.

## Moderátoři a vystupující

### Moderátoři
- Dave Coulier
- Candace Cameron
- David Faustino

### Vystupující
- "U Can't Touch This" - MC Hammer

## Vítězové a nominovaní

### Nejoblíbenější filmový herec
- Michael J. Fox jako Marty McFly za Návrat do budoucnosti II

### Nejoblíbenější filmová herečka
- Lea Thompson za Návrat do budoucnosti II

### Nejoblíbenější film
- Kdopak to mluví

### Nejoblíbenější televizní herečka
- Alyssa Milano za Who's the Boss?

### Nejoblíbenější televizní herec
- Kirk Cameron za Growing Pains

### Nejoblíbenější televizní seriál
- Cosby Show

### Nejoblíbenější animovaný seriál
- Želvy Ninja